# Vander Blue
Vander Lee Blue II (Milwaukee, Wisconsin, 17 de julio de 1992) es un jugador de baloncesto estadounidense que pertenece a la plantilla de los Correcaminos UAT Victoria de la Liga Nacional de Baloncesto Profesional de México. Con 1,93 metros de altura, juega en la posición de base.

## Trayectoria deportiva

### Universidad
Jugó tres temporadas con los Golden Eagles de la Universidad Marquette, en las que promedió 9,3 puntos, 3,5 rebotes y 2,0 asistencias. En su última temporada fue incluido en el segundo mejor quinteto de la Big East Conference.

### Profesional
Tras no ser elegido en el Draft de la NBA de 2013, fichó por el Maccabi Rishon LeZion de la liga israelí. Tras siete partidos disputados en los que promedió 11,4 puntos, fue despedido a final de año.
Tras regresar a su país, dos semanas más tarde fichó por los Delaware 87ers de la NBA D-League. Poco después recibiría la llamada de los Boston Celtics de la NBA para fichar por diez días. Jugó tres partidos, en los que promedió 1,7 puntos y 1,0 rebotes. Al finalizar el contrato, fue asignado a los Maine Red Claws, pero los Celtics no lo renovaron, siendo readquirido por los 87ers, quienes un mes después lo enviaron a Idaho Stampede en un traspaso múltiple que afectó a cuatro equipos.
Antes del comienzo de la temporada siguiente fichó por Washington Wizards, pero fue finalmente descartado antes del comienzo de la competición. A finales de octubre fue adquirido por Idaho Stampede, quienes al día siguiente lo traspasarían a Los Angeles D-Fenders a cambio de una futura ronda del draft.
En abril de 2015, debido a la cantidad de lesiones que arrastraba el equipo, fichó por Los Angeles Lakers. Jugó dos partidos, uno de ellos como titular, promediando 11,0 puntos y 4,5 rebotes.
En julio de 2015 se unió a los Chicago Bulls para disputar las Ligas de Verano. En octubre volvió a la disciplina de los D-Fenders, con los que completó una excelente temporada, promediando 26,3 puntos y 5,0 rebotes por partido, cuarto mejor anotador de la competición. Fue incluido en el mejor quinteto de la liga.
En 2017, firmaría por Los Angeles Lakers pero acabaría disputando la NBA Development League con su filial, los South Bay Lakers.
En 2018, firma por el Auxilium Pallacanestro Torino de la Lega Basket Serie A.
En la temporada 2018-19, firma por los Wisconsin Herd de la NBA G League y acabaría la temporada en los Texas Legends.
En la temporada 2019-20, firma por los Santa Cruz Warriors de la NBA G League.
En la temporada 2020-21, regresa a Europa para jugar en el KB Ylli de la Superliga de baloncesto de Kosovo.
En la temporada 2021, se compromete con los Libertadores de Querétaro para disputar la Liga Nacional de Baloncesto Profesional de México. Culminada su participación allí, el 24 de noviembre de 2021 firma con el Hapoel Afula B.C. de la segunda división de Israel. Sin embargo dejó el equipo luego de disputar 4 partidos. 
El 17 de febrero de 2022, firma por el Club Atlético Peñarol de la Liga Uruguaya.
Tras pasar la 2022-23 en el Al Sadd Doha de la liga catarí, en enero de 2024, firma por los Ángeles de la Ciudad de México, un nuevo equipo del Circuito de Baloncesto de la Costa del Pacífico (CIBACOPA).
En octubre de 2024 se une al El Calor de Cancún de la Liga Nacional de Baloncesto Profesional de México.
En enero de 2025 firma por los Soles de Ojinaga de la Liga de Básquetbol Estatal de Chihuahua mexicana.
En junio de 2025 se une a los Correcaminos UAT Victoria de la Liga Nacional de Baloncesto Profesional de México.

## Selección nacional
Representó a su país en el Campeonato FIBA Américas Sub-18 de 2010, donde los estadounidenses se consagraron campeones. 

## Estadísticas de su carrera en la NBA

### Temporada regular
| Año     | Equipo      | PJ | PT | MPP  | %TC  | %3P  | %TL  | RPP | APP | ROB | TPP | PPP  |
| ------- | ----------- | -- | -- | ---- | ---- | ---- | ---- | --- | --- | --- | --- | ---- |
| 2013-14 | Boston      | 3  | 0  | 5.0  | .500 | .000 | .200 | 1.0 | .3  | .0  | .0  | 1.7  |
| 2014-15 | L.A. Lakers | 2  | 1  | 37.0 | .300 | .200 | .400 | 4.5 | 4.0 | 1.5 | .0  | 11.0 |
| 2017-18 | L.A. Lakers | 5  | 0  | 9.0  | .200 | .000 | .500 | 0.2 | 0.6 | 0.2 | .0  | 0.6  |
| Total   | Total       | 10 | 1  | 13.4 | .308 | .154 | .333 | 1.3 | 1.2 | .4  | .0  | 3.0  |